# Adjimajagatiürt
Adjimajagatiürt (en rus: Аджимажагатюрт) és un poble de la república del Daguestan, a Rússia. Segons el cens del 2010 tenia 824 habitants.